# Nieul-lès-Saintes
Nieul-lès-Saintes är en kommun i departementet Charente-Maritime i regionen Nouvelle-Aquitaine i västra Frankrike. Kommunen ligger  i kantonen Saintes-Ouest som ligger i arrondissementet Saintes. År 2022 hade Nieul-lès-Saintes 1 213 invånare.

## Befolkningsutveckling
Antalet invånare i kommunen Nieul-lès-Saintes
Referens:INSEE